# The Hunt for Red October (computerspel uit 1987)
The Hunt for Red October (in Duitsland uitgebracht als Jagd auf Roter Oktober) is een computerspel voor diverse platforms, naar het gelijknamige boek van Tom Clancy. Het spel werd uitgebracht in 1987.

## Platforms
| Jaar | Platform                           |
| ---- | ---------------------------------- |
| 1987 | Amiga, Atari ST, Commodore 64, DOS |
| 1988 | Amstrad CPC, Apple II, ZX Spectrum |
| 1989 | Apple IIgs, MSX, Macintosh         |

## Ontvangst
| Beoordeeld door                       | Platform     | Datum         | Score |
| ------------------------------------- | ------------ | ------------- | ----- |
| ACE (Advanced Computer Entertainment) | Atari ST     | februari 1988 | 70%   |
| Joker Verlag präsentiert: Sonderheft  | Commodore 64 | 1990          | 68%   |
| Joker Verlag präsentiert: Sonderheft  | Atari ST     | 1990          | 68%   |
| Joker Verlag präsentiert: Sonderheft  | Amiga        | 1990          | 68%   |
| The Games Machine (GB)                | Atari ST     | februari 1988 | 67%   |
| The Games Machine (GB)                | DOS          | februari 1988 | 62%   |
| Amiga Joker                           | Amiga        | maart 1991    | 56%   |
| Power Play                            | Amiga        | december 1987 | 55%   |